# منطقة ميروت
ميروت رمزها «ME» (بالإنجليزية: Meerut)‏ ، هو تقسيم إداري لدولة الهند تتبع ولاية أتر برديش (بالإنجليزية: Uttar  Pradesh)‏ ، مركزها هو مدينة ميروت (بالإنجليزية: Meerut)‏ عدد سكانها حسب تعداد سنة 2001 هو 3,001,636 ، مساحتها 2,522 كم² وكثافة السكان 1,190 لكل كم² .